# شكر جشمة (دولت أباد)
شکر جشمة (بالفارسية: شکرچشمه) هي قرية تقع في إيران في قسم دولت أباد الريفي. يقدر عدد سكانها بـ 31 نسمة بحسب إحصاء 2016.